# Jannik Göttsche
Jannik Göttsche (* 13. August 2000) ist ein deutscher Basketballspieler.

## Laufbahn
Göttsche wurde ab dem Altersbereich U10 im Nachwuchs des TSV Schapen ausgebildet. In der Saison 2018/19 spielte er für die Jugendmannschaft des Bundesligisten Basketball Löwen Braunschweig in der Nachwuchs-Basketball-Bundesliga.
Er bestritt am ersten Spieltag der Saison 2019/2020 unter Trainer Peter Strobl in den Braunschweiger Farben seinen ersten Einsatz in der Basketball-Bundesliga. Im Spieljahr 2021/22 fehlte Göttsche wegen einer Sprunggelenksverletzung, die einen Eingriff erforderlich machte, monatelang. Er bestritt insgesamt 34 Bundesligaspiele für Braunschweig. Im Sommer 2023 wechselte Göttsche zum Regionalliga-Aufsteiger MTV/BG Wolfenbüttel.